# 페라리 12칠린드리
페라리 12칠린드리(이탈리아어: Ferrari 12Cilindri)는 페라리에서 2024년부터 생산 중인 2인승 프론트 미드 엔진, 후륜구동 GT카이다.

## 제원

### 엔진
6,496 cc(6.5 L) F140 V12 엔진을 탑재하였는데, 이는 페라리 812 컴페티치오네에서 사용되는 것과 동일하며, 9,250rpm에서 830 PS (610 kW; 819 hp)의 출력과 7,250rpm에서  678 N·m (500 lbf·ft)의 토크를 생성한다.

### 휠
전후륜 모두 21인치 휠을 장착하였다. 타이어는 미쉐린 파일럿 스포츠 S5 또는 굿이어 이글 F1 슈퍼스포츠이다. 브레이크는 앞 398mm, 뒤 360mm이며, "브레이크 바이 와이어" 전자 제어 방식으로 작동하며 4륜 조향 시스템을 갖추고 있다.

### 공기역학
이 차량에는 812 슈퍼패스트보다 항력 계수 값을 개선하기 위해 능동 및 수동 공기역학이 혼합되어 있다.
후면에는 고속에서 다운포스를 향상시키는 스포일러가 있다. 스포일러 측면은 60 km/h (38 mph)까지 10° 기울어져 에어로 브레이크 역할을 하며 고속에서 50 kg의 다운포스를 생성한다.

### 성능
페라리는 0–100 km/h (0–62 mph)까지 2.9초, 0–200 km/h (0–124 mph)까지 7.9초, 최고 속도 211 mph (340 km/h)를 달성한다고 주장한다.

## 디자인
디자인은 페라리 365 GTB/4 데이토나에 대한 오마주로, 보닛의 검은색 띠는 제거하거나 다른 색상으로 변경할 수 없다.
실내는 푸로산게와 296 GTB에서 영감을 받았으며, GT 세그먼트에서 아날로그 계기판이 없는 최초의 차량이다.